# Claudia Díaz
Claudia Patricia Díaz Guillén (Estado Táchira, Venezuela, 25 de noviembre de 1973) es una funcionaria pública y militar retirada venezolana que se desempeñó como enfermera del presidente Hugo Chávez. Fue detenida en España en diciembre de 2020 y extraditada a Estados Unidos en mayo de 2022 por cargos de lavado de dinero. y sentenciada a 15 años.
Díaz es militar retirada, habiendo obtenido el rango de sargento técnico. Entre enero de 2011 y septiembre de 2013 ejerció como directora de la Oficina Nacional del Tesoro y la secretaría del Fondo para el Desarrollo Nacional (Fonden). Díaz también se desempeñó como enfermera del presidente Hugo Chávez.

## Biografía

### Equipo médico de Hugo Chávez
Sargento técnico de la armada venezolana Claudia Díaz, fue instrumentista en el Hospital Militar, enfermera en el Hotel Tamanaco, asistente médico en el Hotel Eurobuilding y coordinadora del área de terapia intensiva de la Clínica Leopoldo Aguerrevere. Llegó a Miraflores en junio de 2002, al ser asignada a la oficina de Atención al Ciudadano del palacio, siendo enfermera desde 2003 formó parte del equipo médico de Chávez (era pupila de Carmen Meléndez, que se desempeñaba como directora de la Oficina de Gestión Interna), en agosto de 2008 fue designada por Alí Rodríguez Araque directora general de Egresos, mediante G.O. 38.991,

### Tesorera de Venezuela
En mayo de 2011 fue designada por Hugo Chávez secretaria ejecutiva del Fondo de Desarrollo Nacional FONDEN S.A., mediante G.O. 39.593. El 13 de enero de 2011 fue designada subtesorera Nacional de la ONT, y mediante G.O. 39.674 del 16 de mayo de 2011 fue designada por Hugo Chávez el cargo de tesorera de la nación mediante decreto Nro. 8,216 posteriormente en septiembre del año 2013 se retira, quien junto a su esposo el excapitán Adrián José Velásquez Figueroa (a) "Guarapiche" natural de Maturín, exguardia de honor presidencial de Chávez que trabajó desde 2005 hasta 2008 al servicio de la orden de la Dirección General de Contrainteligencia Militar, realizando distintas Comisiones de Servicio en entes públicos decidieron salir de Venezuela en septiembre de 2015, en 2016 se pide el arresto de su esposo al estar involucrado en la investigación de varias cuentas en Panamá y poseer varias empresas offshore que realizó contrataciones con Pdvsa, bajo circunstancias irregulares.

### Panamá Papers
Se le inició un procedimiento después de que se divulgaran los Papeles de Panamá, el 14 de abril de 2016; el ex oficial resultó tener una sociedad offshore en las islas Seychelles un archipiélago en el océano Índico de nombre Blekner Associates Limited y un capital de 50.000 dólares registrada el 18 de abril de 2013, que a su vez era propietaria de un terreno en República Dominicana en la isla turística de Punta Cana, una parcela de 11.580 metros cuadrados adquirida en 10 millones de dólares bajo el anonimato de una empresa llamada Settingsun Group registrada en Islas Vírgenes Británicas. De hecho, de acuerdo con las investigaciones, las cinco empresas que Velásquez estableció desde Panamá a través de cuentas bancarias en Suiza, fueron abiertas entre agosto de 2011 y mayo de 2012, período durante el cual Díaz Guillén ocupaba el cargo, pero el destape de documentos filtrados en el caso de Pandora Papers destapó la relación entre Gorrín y Velásquez, ese mismo año 2013 se casaría con la sargento Claudia Patricia Díaz, 
El 2016 salieron de República Dominicana rumbo a España luego de las investigaciones al destaparse los Papeles de Panamá, entre el 19 de julio de 2013 y el 15 de enero de 2015 al menos 11 veces desde Venezuela hacia Santo Domingo o Punta Cana y siempre en vuelos chárter; y no habría regresado a Venezuela desde el 21 de septiembre de 2015. 
El 14 de abril de 2016, efectivos de la Dirección General de Contrainteligencia Militar (DIM) allanaron tres apartamentos que tenía en Caracas en la urb. San Bernardino donde se encontró documentación, autos de lujo, motos de alta cilindrada, cajas vacías de relojes Rolex, joyas y certificados de diamantes. Se determinó una casa en el pueblo de Galipán en el Parque nacional El Ávila y otra en el Archipiélago Los Roques.
La Dirección contra la Corrupción del Ministerio Público venezolano bajo la conducción de la entonces Fiscal General, Luisa Ortega Díaz había recibido una comunicación de la Dirección General de Contrainteligencia Militar (el organismo que el propio Guarapiche había dirigido entre 2005 y 2008), informando de la apertura de una investigación sobre el caso bajo el identificador DGCIM-DAIPT 098-2016. Siendo detenido al director de la sociedad Josmel Velásquez Figueroa, hermano de Adrián Velásquez y la madre de ambos, Amelis María Figueroa de Denyr, el 15 de abril por las autoridades en el Aeropuerto Caracas de Charallave.
Hasta 2022 la familia residía en España, donde fueron investigados por blanqueo de capitales relacionados con PDVSA, el FONDEN y la Tesorería Nacional de Venezuela, son solicitados por la justicia venezolana y por el gobierno estadounidense
Una investigación periodística, como parte de un proyecto del Consorcio Internacional de Periodistas de Investigación (ICIJ, por sus siglas en inglés) basado en la filtración de documentos de los Papeles de Panamá, describió constantes vuelos exclusivos desde Venezuela hasta Santo Domingo y Punta Cana, en República Dominicana, después de salir de su cargo público en 2013. La investigación también detalló la relación de su esposo, el exedecán presidencial Adrián Velásquez Figueroa, con la firma panameña Mossack Fonseca para la creación de una empresa en Seychelles para administrar sus activos rentables “desde una perspectiva de gestión de la riqueza”.

### Sanciones de Estados Unidos
El 8 de enero de 2019 fue sancionada por el Departamento del Tesoro de los Estados Unidos, siendo señalada de participar tramas de corrupción en Venezuela. El 23 de diciembre de 2020 fue detenida en España junto a su esposo solicitados por una petición de autoridades estadounidenses por lavado de dinero, más tarde puestos en libertad con una comparecencia cada 15 días.
El 13 de mayo de 2022 fue extraditada a Estados Unidos. El 19 de mayo llaman al testigo cooperante al venezolano banquero, expropietario del banco Peravia en República Dominicana, Gabriel Arturo Jiménez Aray El 13 de octubre España extradita a EE UU al exmilitar y guardaespaldas de Hugo Chávez, el excapitán Adrián José Velásquez Figueroa esposo de Claudia Díaz, acusado de  delitos de blanqueo de capitales cometidos en el seno de una organización criminal y cohecho, ambos en complicidad con Raúl Gorrín quien es actualmente prófugo de la justicia americana.
El venezolano Gabriel Jiménez Aray fue sentenciado en 2018 a tres años de prisión por su papel en un plan de lavado de dinero, anunció la Oficina del Fiscal del Distrito Sur de Florida, quien admitió que había colaborado con Raúl Gorrín, dueño de Globovisión, para comprar el Banco Peravia y realizar operaciones ilícitas a través de esa institución. El Banco Peravia fue intervenido en 2014.

### Juicio y condena en Estados Unidos
Este juicio fue en tiempo relativamente corto que inició en noviembre de 2022 y que concluyó en abril de 2023, Claudia Díaz y Adrián Velázquez al inicio se declararon inocentes, que solo cumplían órdenes superiores de Hugo Chávez, el Tribunal del Distrito Sur de La Florida, a cargo del juez William P. Dimitrouleas, estableció que el 22 de noviembre es la fecha prevista para el inicio del juicio. La fiscalía presentó como testigo principal al venezolano Alejandro Andrade sería el “testigo estrella” y el empresario Maximilian Camino Beran que explicó como se realizó el lavado del dinero, haciendo uso de la banca de Miami, Florida, presentaron otros testigos y expertos asesores, los fiscales presentaron previo al juicio en el tribunal una la lista de 1.163 elementos probatorios promovidos, declaración de testigos, confirmaciones de pagos, correos electrónicos, fotos, transferencias bancarias, entre otros documentos.  El testigo ausente fue Raúl Gorrín quien fue el que entregó el soborno a Díaz para participar en un método de corrupción a través del sistema cambiario de Venezuela por al menos 1.000 millones de dólares (10% sería la comisión o soborno para Díaz). En tan solo dos años en la tesorería venezolana se convirtieron en millonarios.
El 13 de diciembre de 2022 fue declarada culpable en Estados Unidos junto a su esposo de recibir sobornos acusados de participaron en una conspiración para lavar más de $100 millones de dólares en sobornos que la ex enfermera recibió cuando se desempeñaba como Tesorera de la Nación. lo mismo sentenció a su esposo Adrián Velásquez de 43 años. La pareja enfrenta 20 años o más de cárcel.

#### Sentencia
El 19 de abril de 2023 la enfermera del expresidente Hugo Chávez, y su esposo, Adrián José Velásquez Figueroa, jefe de seguridad, fueron condenados, en Estados Unidos (EEUU), a 15 años de cárcel y tres años de libertad vigilada, además deberán restituir 136 millones de dólares y pagar una multa de 75.000 dólares cada uno, según anuncio el juez William P. Dimitrouleas en Miami. Por haber recibido millones de dólares en sobórnos aprovechandose de la "ley de control de cambios" Fue publicada una carta del hijo de Claudia Díaz de 14 años pidiendo la situación injusta que están sufriendo sus padres, basándose en este documento, Díaz pidió se considerara el sufrimiento de sus dos hijos: